# Gary Bergen
Gary Dean Bergen (Independence, 16 luglio 1932 – 27 luglio 2010) è stato un cestista statunitense.

## Carriera
Dopo tre stagioni negli Utah Utes (nel 1953-54 non giocò), venne selezionato al Draft NBA 1956 come 12ª scelta assoluta dai New York Knicks, con cui disputò 6 partite nella stagione 1956-1957.